# Dobrošov (Hrazany)
Dobrošov je vesnice, část obce Hrazany v okrese Písek v Jihočeském kraji. Leží na pravém břehu Vltavy. Nachází se v oblastí středního Povltaví, v severní části jižních Čech, osm kilometrů severně od Milevska.

## Historie

### Počátky
Vznik nynějších osad (Hrazan, Hrazánek, Dobrošova a Klisince) lze datovat do 10.–11. století. Josef Kytka ve své knize Milevsko a jeho kraj uvádí, že název Dobrošov vznikl od patrně jednoho ze stálejších prvních osadníků tohoto prostoru a to Dobroše.
Nejstarší archeologicky doložené osídlení obce je z přibližně z doby železné. Severovýchodně od silnice Petrovice–Milevsko v oblasti samot Šumava byly nalezeny střepy a zjištěny stopy spálenišť. Střepy pocházejí právě z tohoto období. V různých pramenech se rovněž autoři zmiňují o pohanském žárovišti mezi Ratiboří a Obděnicemi. V roce 1939 bylo vpravo od petrovické silnice severovýchodně od Přeborova, při odbočce cesty vedoucí ke Zbislavi, nalezeno žárové pohřebiště z doby halštatské. Nalezená keramika, zbraně či nástroje (železná sekyrka, bronzový kroužek) jsou uloženy v milevském muzeu.

### Středověk
V roce 1216 byla o Dobrošovu provedena smlouva, kterou se potvrzovala dohoda z roku 1184 mezi panem Jiřím z Milevska a biskupem pražským o směně vzdálených vesnic za vsi Milevsku bližší. Je jisté, že po smrti Jiřího někdy okolo roku 1200 se jeho majetek včetně Dobrošova stal majetkem milevského kláštera.[zdroj⁠?!]
Král Zikmund Lucemburský zastavil pro své peněžité nesnáze v roce 1421 kovářovský dvůr a jisté vesnice milevského kláštera Matěji Brusovi z Kovářova za jeho pomoc při obraně Karlštejna proti husitům. Mezi vesnice kláštera patřil i Dobrošov. Od kláštera Zikmund zastavil Brusovi ještě tyto vesnice: Hrejkovice, Dmýštice, Jedlí, Pechovu Lhotu a Vladyčín. Brus však náhle v roce 1431 na Zvíkově zemřel a poručníkem jeho dětí se stal Brusův spolubojovník od Karlštejna Kunát Kaplíř ze Sulevic, purkrabí Zvíkova.
Vesnice po Matěji Brusovi zdědila jeho dcera Machna, která Kovářov i s okolními vesnicemi (s Dobrošovem) odevzdala v roce 1455 svému strýci Předborovi z Radejšína. Ten pak prodal v roce 1461 klášterní část Kovářova Janu z Rožmberka pána na Zvíkově. Od této doby Dobrošov patřil ke zvíkovskému panství. V roce 1488 se Dobrošov stal součástí tzv. hrazanské rychty spolu s osadami Hrazánky, Hrazany, Klisín, Mašov, Kojetín a Skoronín. V čele rychty stál rychtář, kterého si vrchnost vybrala jako zástupce, který se u poddaných domáhal plnění povinností.

### Novověk
Do roku 1574 měli Švamberkové majetek panství zvíkovského v zástavě. Císař Maxmilián II. byl ve finanční tísni a chtěl zvýšit zástavní sumu o dalších deset tisíc kop pražských grošů. Zároveň nabídl Kryštofovi ze Švamberka, aby zvíkovsko – orlicko – milevský majetek od něho koupil. Kryštof si vyžádal komisaře na ocenění majetku a ti po „ošacování“ 4. října 1574 ustanovili cenu kupní na 47 993 kop grošů. Ves Dobrošov je přímo jmenována ve výčtu vesnic, které jsou v tomto majetku. Dne 14. září 1575 byl majetek zapsán Kryštofovi II. ze Švamberka do desk zemských. Kryštof měl za majetek zaplatit ve třech splátkách, nicméně po složení zálohy měl problémy s placením ostatních splátek a placení se oddalovalo, až byl pohnán před soud a odsouzen k zaplacení o něco vyšší částky. Žádal o úlevu, ale i po této úlevě nedostál svých závazků. Proto byl císařem Rudolfem II. pozván na osobní audienci. Kryštof, však odprodával některé kusy panství, aby závazku dostál. Jeho účty z té doby však dokládají, že za prodaná panství utržil daleko víc, než byl jeho závazek.
Život sedláků v pahorkatinám kraji kamenů s nepříliš úrodnou písčitou půdou nebyl nikdy lehký. O tom jak poddaní žili na panství v 16. století dokládají účty a povinnosti poddaných vůči vrchnosti z roku 1574. Sedláci platili plat stálý z gruntů, roboty ženné, dodávali slepice, sýry, vejce, platili mýto, clo, berně vánoční, poddýmné a některé vsi odváděli zvláštní dávky (vyráběli pro vrchnost např. vědra, bečky a jiné nepotravinové komodity). Plat stálý byl vyměřován dle úrodnosti půdy dvakrát ročně na svátek svatého Jiří a na svatého Havla. Platilo se i z pustin a chalup.
Petr ze Švamberka se účastnil stavovského povstání a majetek jim císař Ferdinand II. po bitvě na Bílé Hoře 1620 zkonfiskoval a prodal Janu Oldřichu z Eggenberga. V tomto období začala rekatolizace obyvatel. V průběhu třicetileté války došlo k ničení a drancování vesnic, k razantnímu úbytku obyvatelstva, přesouvající vojska císařská i švédská vojska plenila kraj, některé vesnice úplně zanikly. V sousedství Dobrošova takto zanikly osady Skoronín a Jedlí. V oblasti operovala kolem roku 1643 švédská vojska generála Torstensona. Po válce vrchnost zabrala na panství některé opuštěné usedlosti a zřizovala tzv. panské statky. Po válce robota značně stoupla a někteří sedláci opouštěli své grunty. V roce 1740 řádil v oblasti hladomor a šířily se nakažlivé nemoci cholera a mor.
Po vymření Eggenbergů roku 1719 se obyvatelé Dobrošova stali poddanými jejich příbuzných Schwarzenbergů, od roku 1802 pak jejich orlické větve. Od roku 1848, po zrušení poddanství byl Dobrošov začleněn zprvu do obecní c.k. správy.

### Dvacáté století
V roce 1914 museli narukovat mladíci z Dobrošova na bojiště první světové války a uvádí se, že dvacet se jich z války nevrátilo. Od roku 1918 patří Dobrošov do správního začlenění Československé republiky. V době první republiky se život vesnice točil okolo hospodaření na gruntech. Roku 1924 byl založen sbor dobrovolných hasičů.
Následné období okupace od roku 1939 bylo pro sedláky těžké, protože valnou většinu své produkce byli nuceni dávat na dodávky okupantům. Probíhali tzv. hospodářské kontroly, které zjišťovali zda si lidé nenechávají víc než bylo dovoleno. Pamětnici vypráví, že za porušení byl i trest smrti.
Oblast obce Hrazany osvobodil sbor Rudé armády pod velením generála Malinovského. V padesátých letech byli sedláci donuceni v násilné kolektivizaci vstoupit do družstev. V Dobrošově vzniklo jednotné zemědělské družstvo v roce 1956. Toto se v roce 1961 sloučilo do JZD Hrazany a v roce 1977 se stalo součástí JZD Rozkvět Hrejkovice, to se v roce 1990 transformovalo na ZD Hrejkovice. Postupně se v těchto letech postavilo: asfaltové silnice, víceúčelová budova (kulturní dům, restaurace, knihovna, prodejna, obecní úřad), veřejné osvětlení, kanalizace, mateřská škola. Ve všech 4 osadách obce vznikly požární zbrojnice. V Dobrošově počátkem sedmdesátých let spolu s požární nádrží. V této době část obyvatel pracovala v zemědělství a část dojížděla do zaměstnání v blízkém Milevsku.

## Přírodní poměry

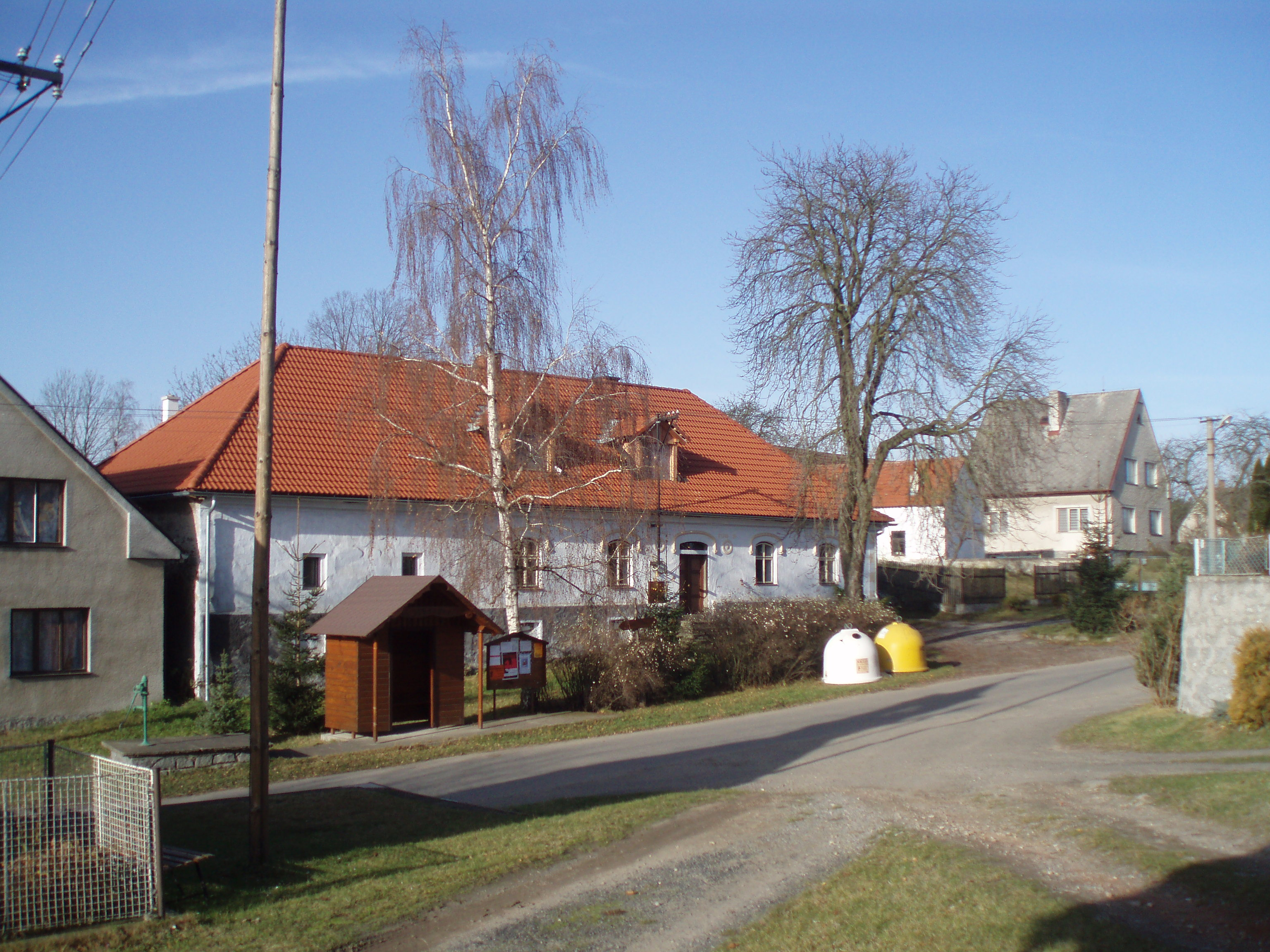
Náves

Fyzickogeografickým začleněním leží vesnička Dobrošov v jižní části Středočeské pahorkatiny, konkrétně v okrsku Kovářovské vrchoviny. Osada se rozkládá v nadmořské výšce cca 525–550 metrů. Ves je obklopena vrchy Brdo (555,3 m) na západě, severovýchodně leží vrch Havličinec (566 m), východně vrch Oupeřice (564 metrů). Oupeřice tvoří rozvodí: na západ tečou vody do Hrejkovického potoka na severovýchod do okresu příbramského do potoka Mastníku. Jihozápadní vrch Nohava měří 506 metrů. 
U vsi roste 22 metrů vysoká lípa. Literatura uvádí, že tyto lípy byly vysazované ku příležitosti Jubilejní zemské výstavy v roce 1891 v Praze.

## Obyvatelstvo
| Rok            | 1869 | 1880 | 1890 | 1900 | 1910 | 1921 | 1930 | 1950 | 1961 | 1970 | 1980 | 1991 | 2001 | 2011 | 2021 |
| -------------- | ---- | ---- | ---- | ---- | ---- | ---- | ---- | ---- | ---- | ---- | ---- | ---- | ---- | ---- | ---- |
| Počet obyvatel | 120  | 133  | 135  | 128  | 110  | 113  | 110  | 80   | 71   | 63   | 68   | 58   | 48   | 51   | 54   |
| Počet domů     | 13   | 16   | 16   | 17   | 17   | 18   | 18   | 18   | 18   | 16   | 19   | 20   | 20   | 21   | 22   |

## Pamětihodnosti
- Kaple svatého Václava se nachází v středu vesnice. Je z roku 1932.[5]
- Kříž přímo ve vesnici má dataci 1945 a je na počest tragického úmrtí paní Jandové z toho roku.
- U silnice vedoucí směrem na Klisinec se nalézá velký kamenný kříž.
- Kříž u silnice, která vede k Hrazánkům, je datován rokem 1925.
- Hospodářská usedlost ve vsi pochází z roku 1863. Nachází se na návsi nedaleko od kaple.

## Galerie

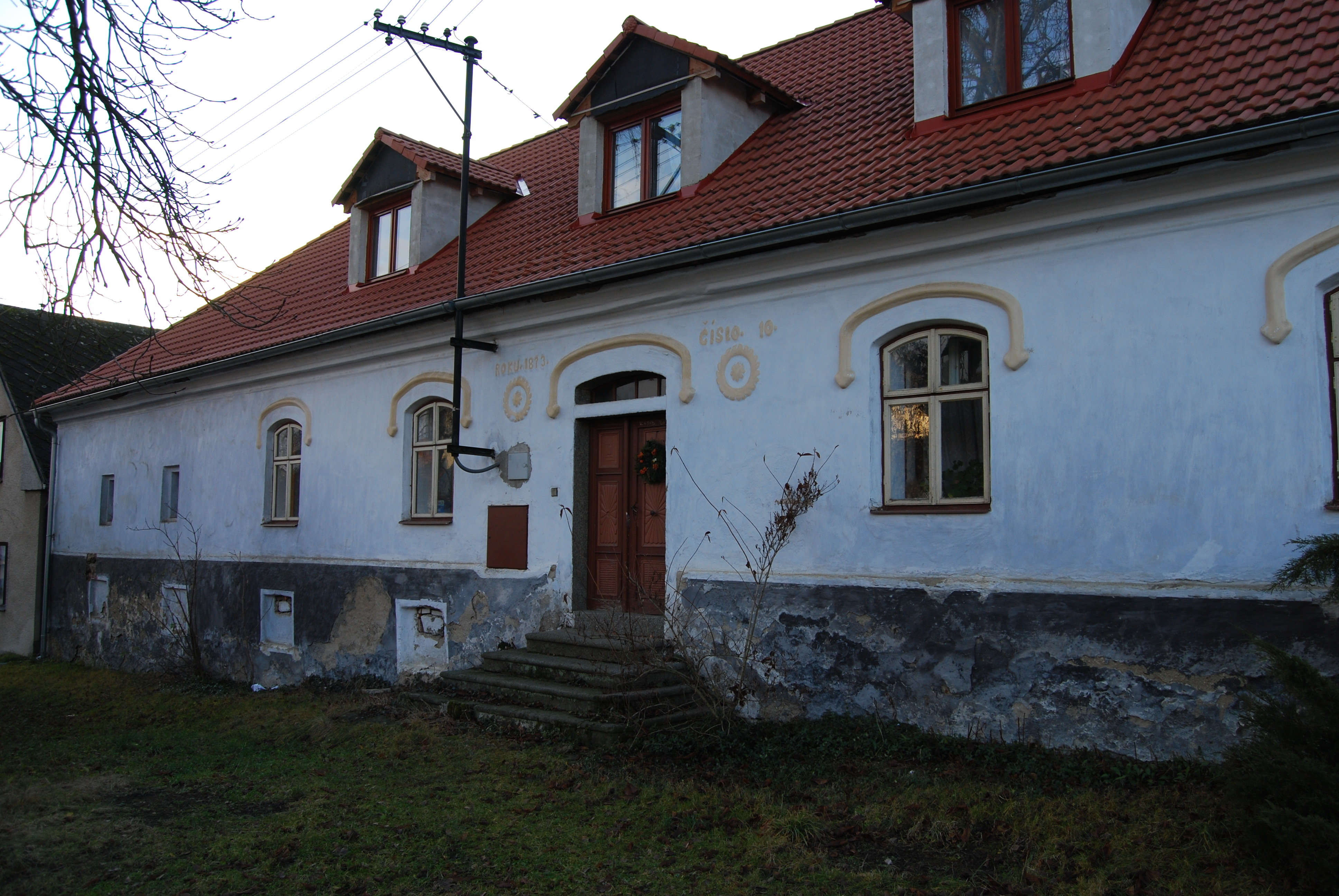
Hospodářská usedlost ve vsi
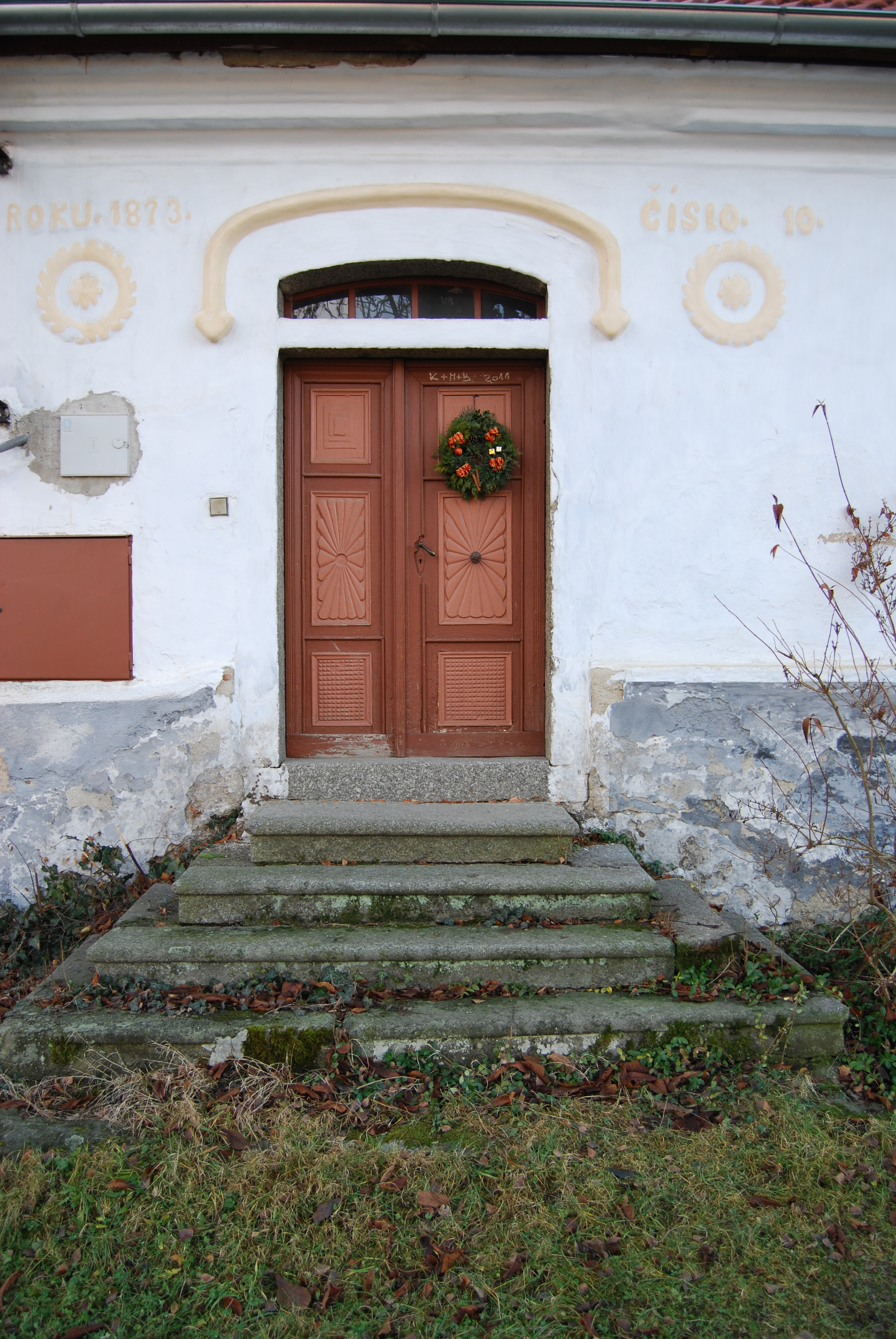
Detail vchodu k usedlosti
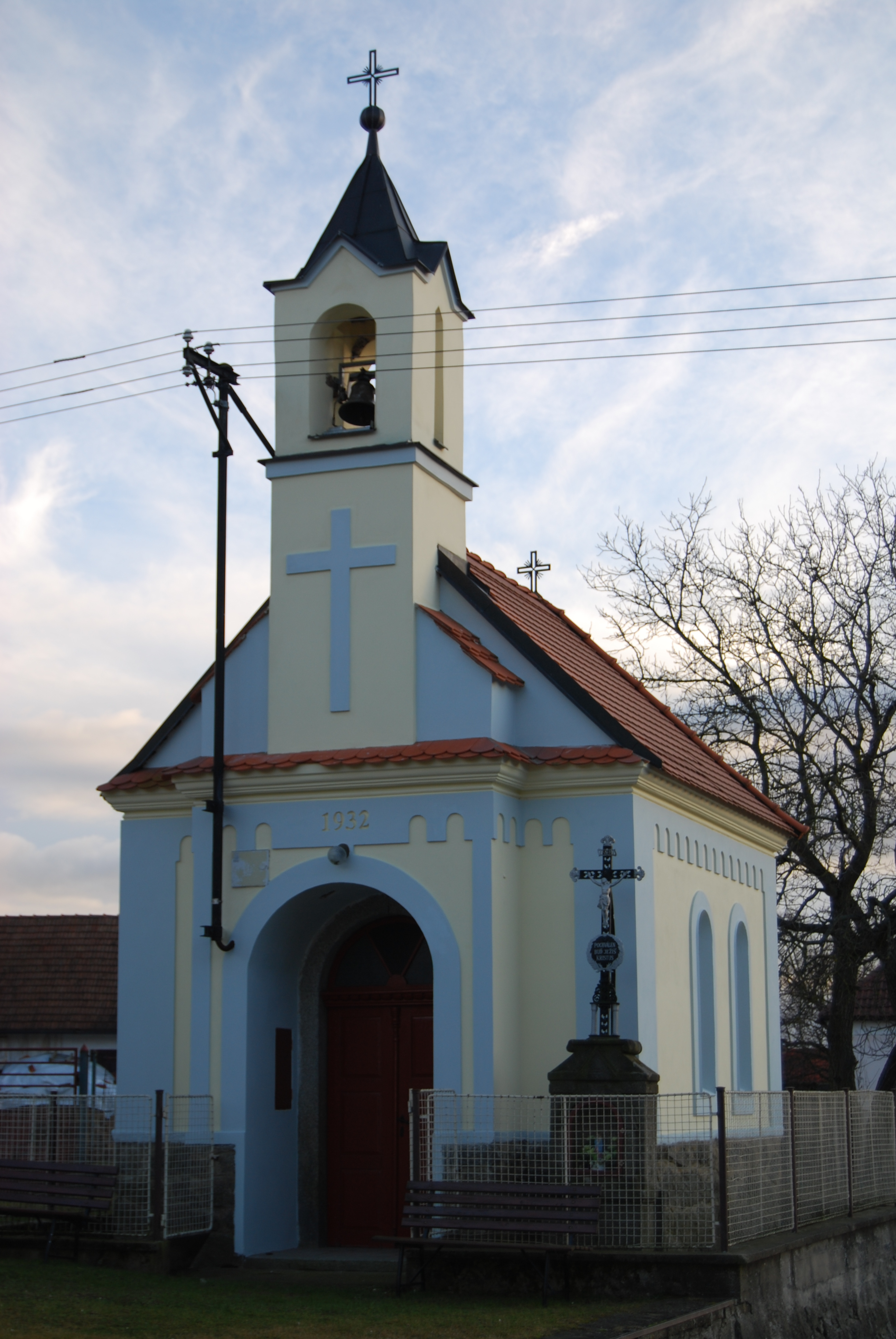
Kaple svatého Václava ve vesnici
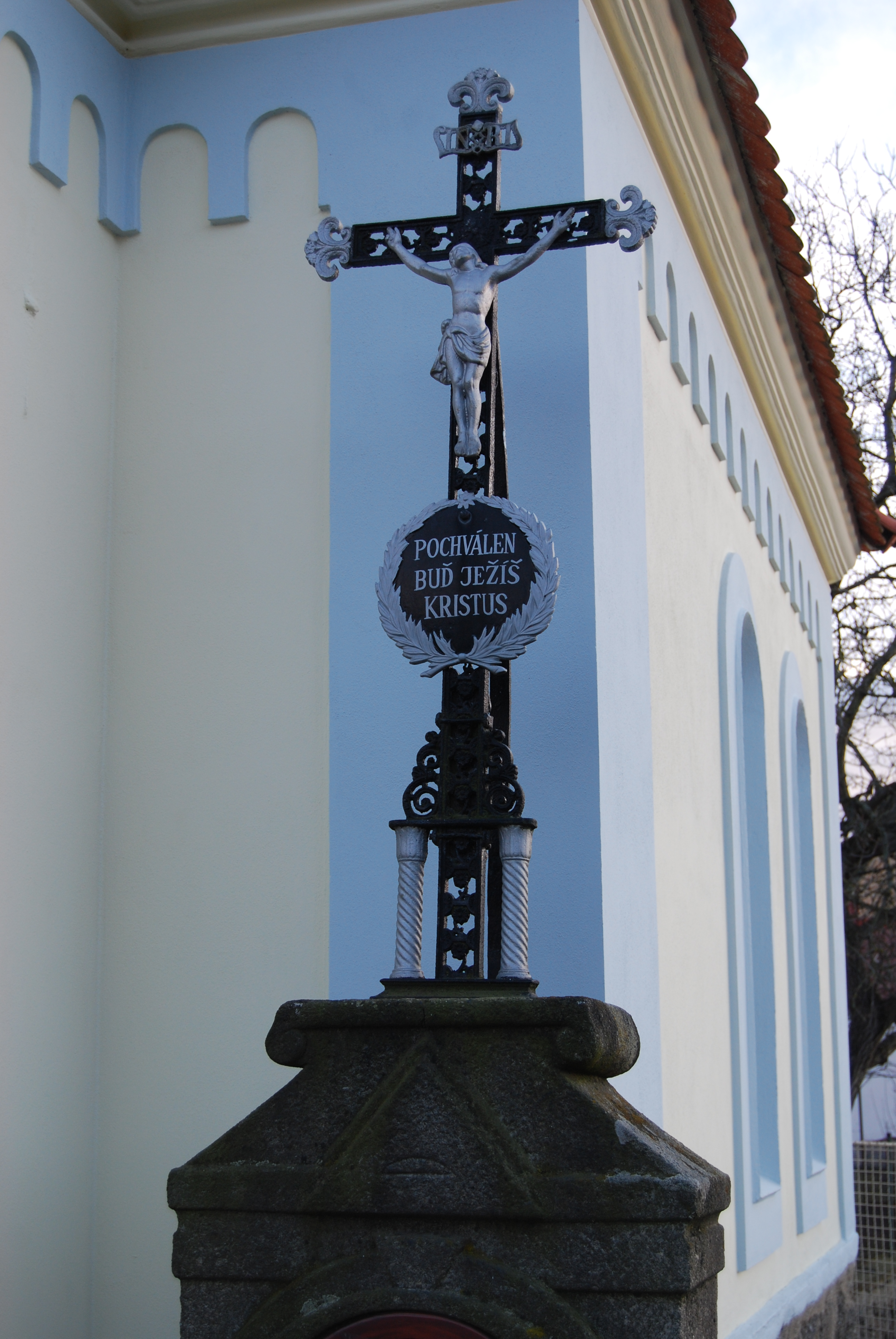
Detail kříže před kaplí ve vsi
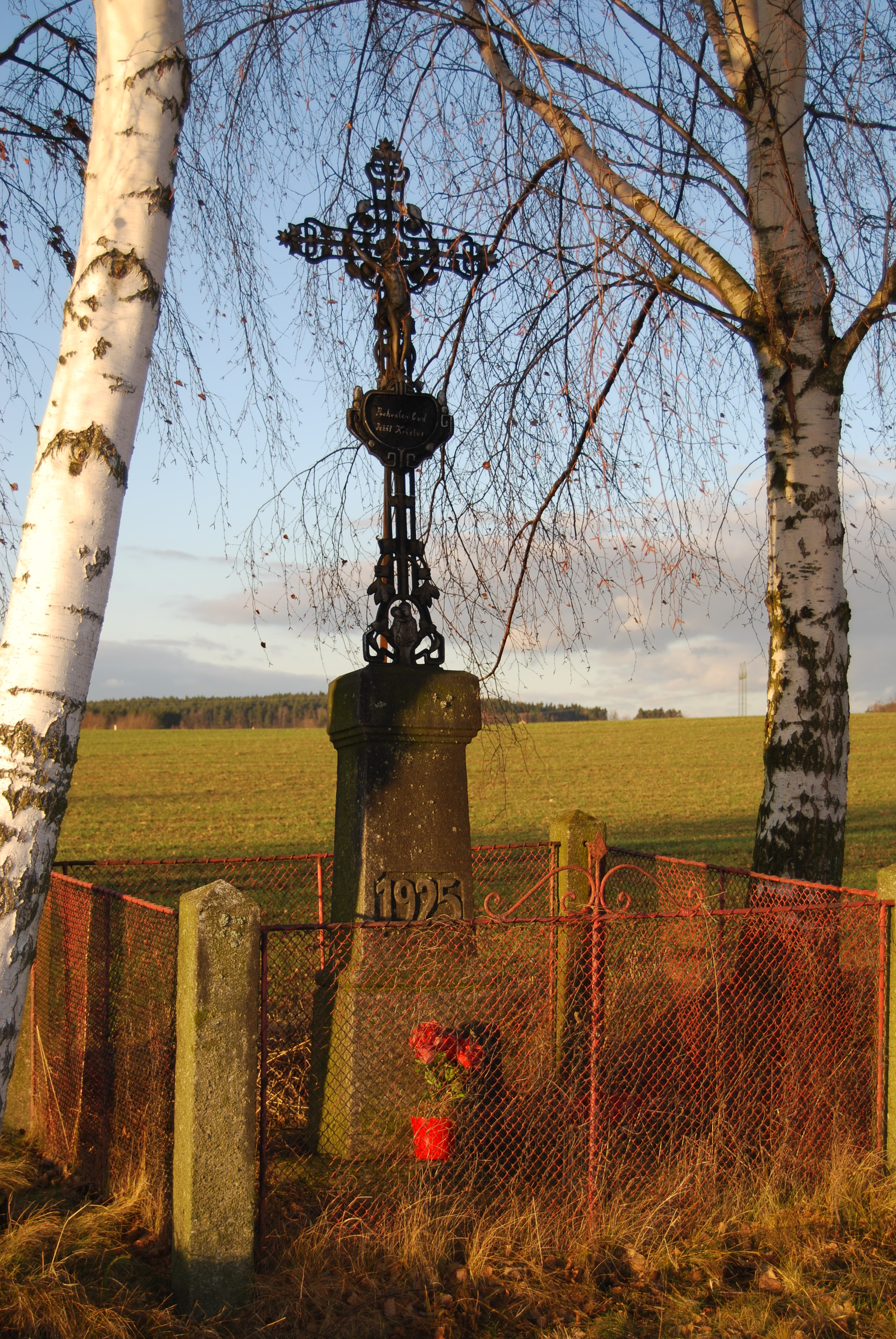
Kříž u silnice vedoucí k Hrazánkům
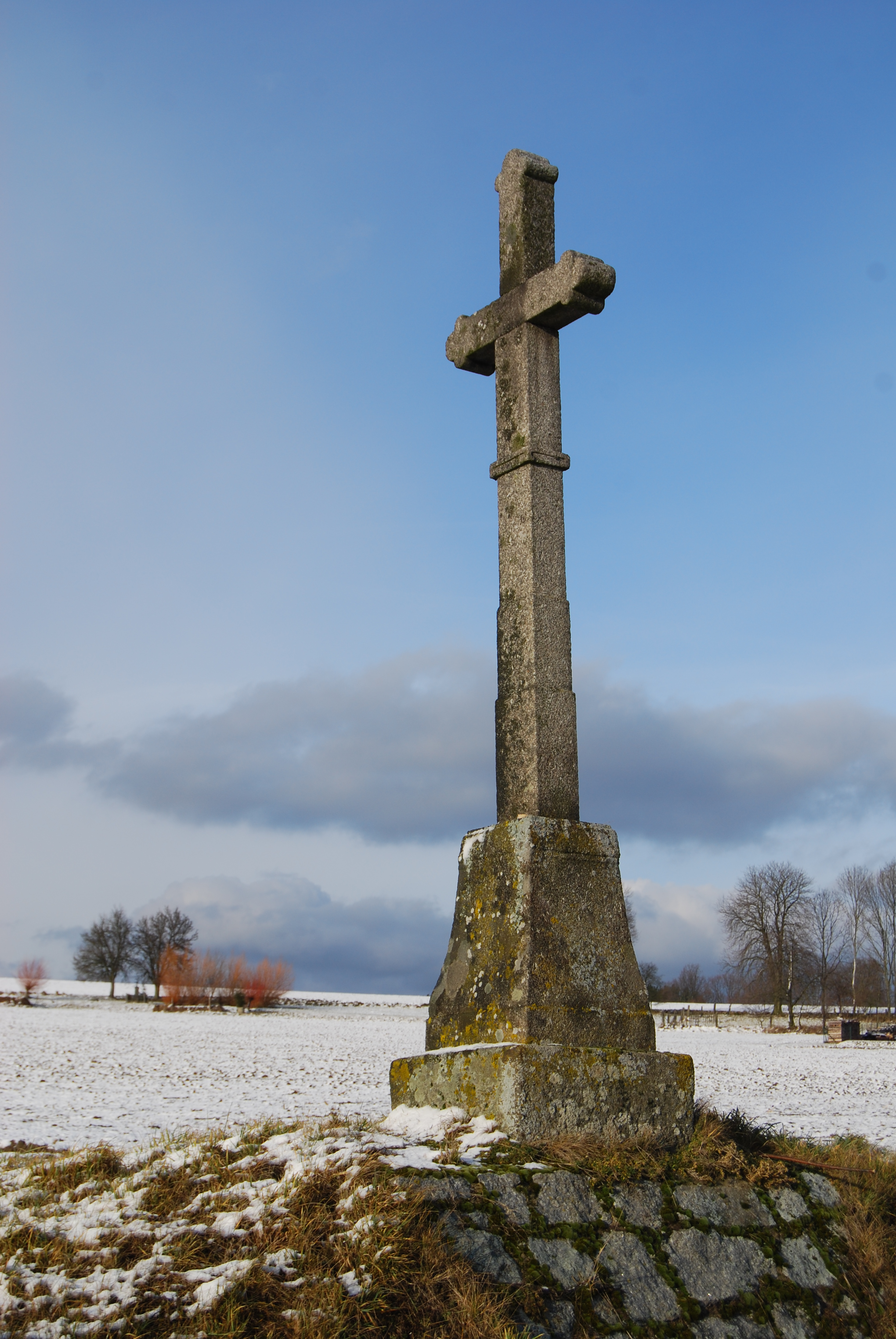
Kříž u silnice směrem ke Klisinci